# Trachylepis margaritifera

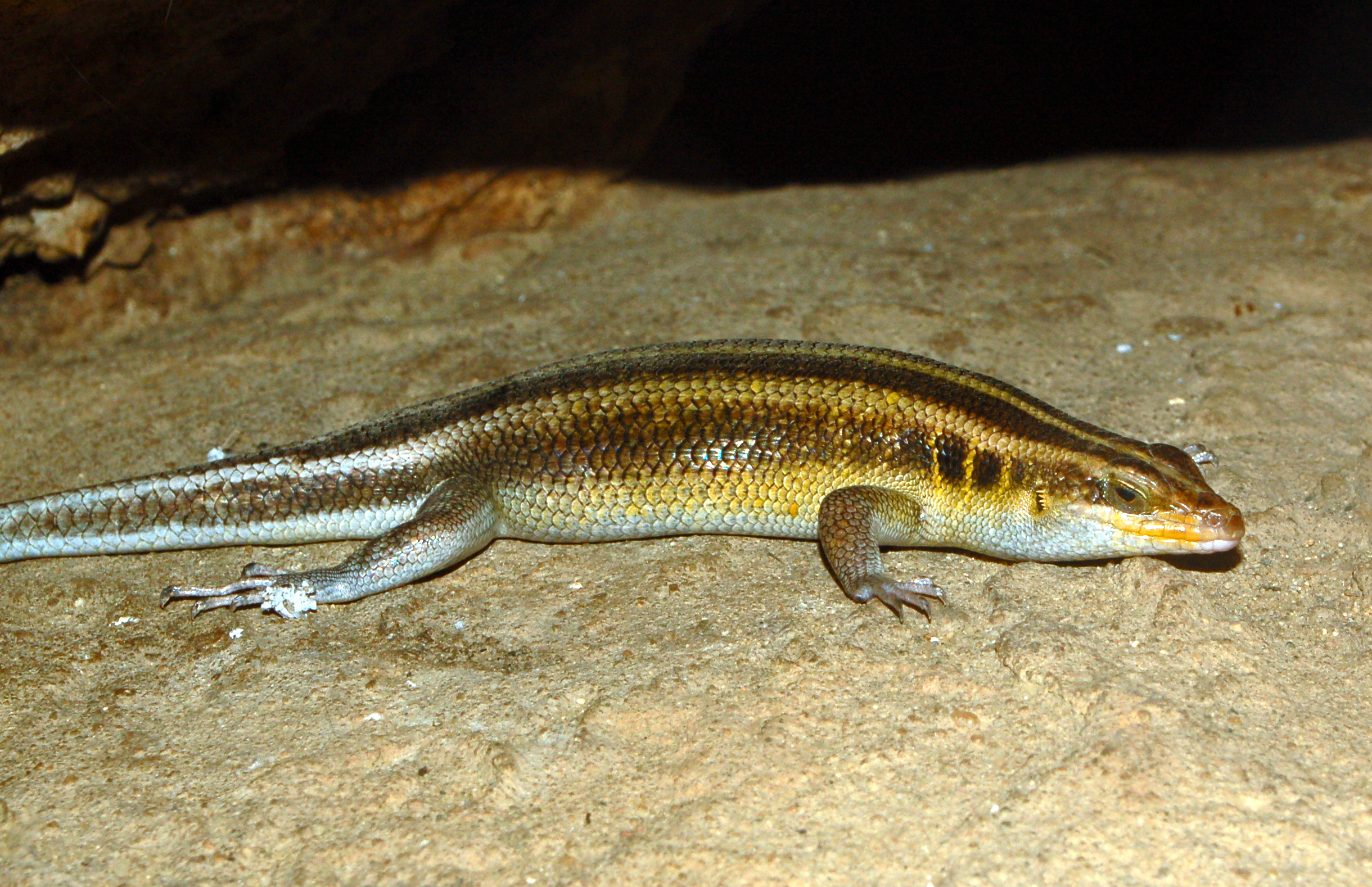
Райдужний сцинк

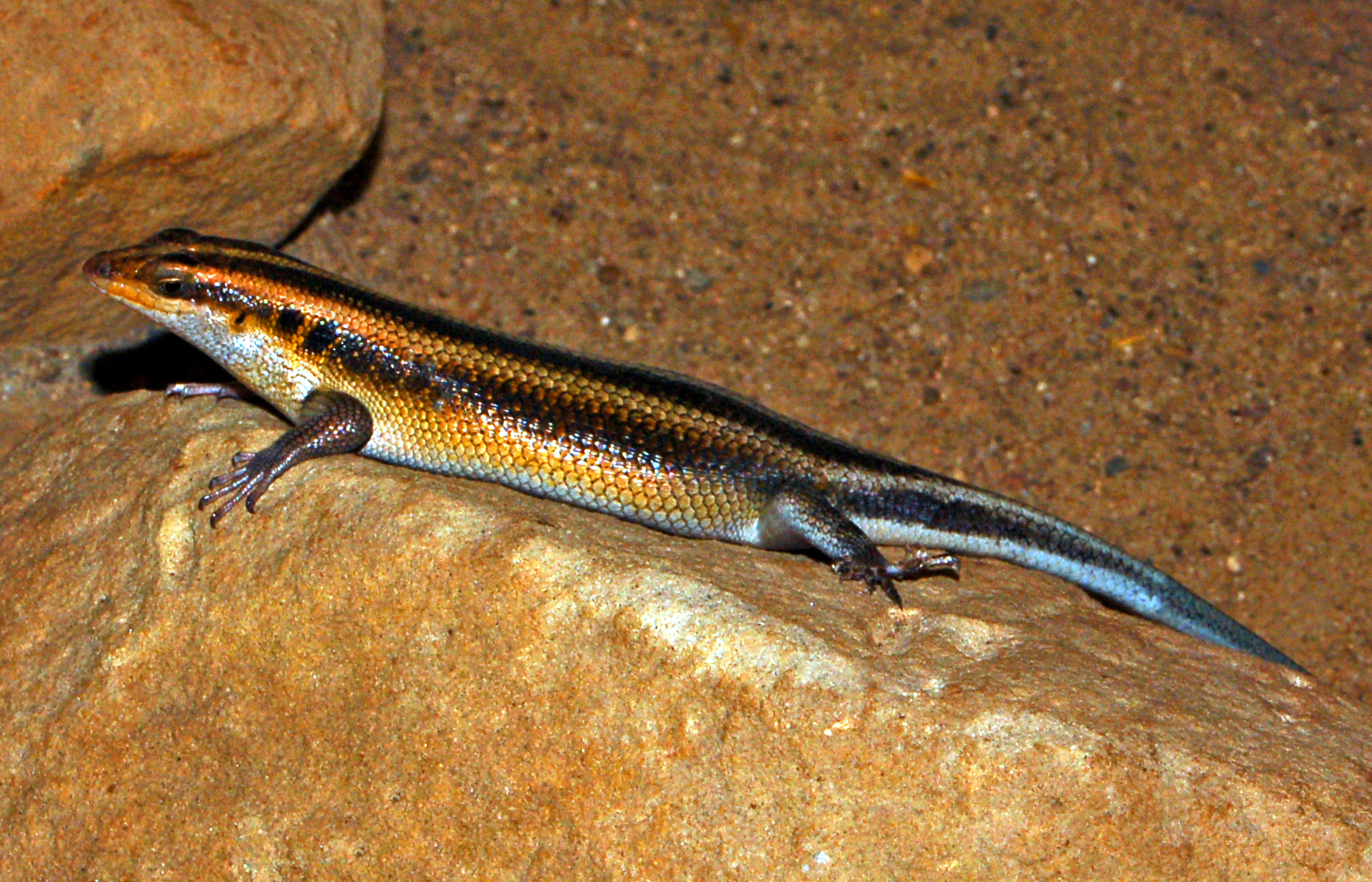
Райдужний сцинк

Trachylepis margaritifera (райдужний сцинк) — вид сцинкоподібних ящірок родини сцинкових (Scincidae). Мешкає в Південній і Східній Африці.

## Опис
Райдужний сцинк — ящірка середнього розміру, довжина якої становить близько 20 см. Забарвлення цього виду досить різноманітне в залежновсі від статі та віку. Лусочки мають металевий відблиск. Загалом забарвлення тіла зазвичай оливково-коричневе або темно-коричневе, іноді з перламутрово-білуватими плямами і трьома світло-жовто-оранжевими поздовжніми смугами, що йдуть від голови до електрично-блакитного хвоста. У дорослих особин ці смуги можуть з віком ставати блідішими та менш чіткими. 
Голова райдужного сцинка має загострену морду і добре помітні вушні отвори. Відразу за вушним отвором є кілька чорних плям. Лапи темно-коричневі, короткі і міцні, з відносно довгими пальцями. Бока переважно жовтуваті, а нижня частина тіла білувата.

## Поширення і екологія
Райдужні сцинки мешкають в Мозамбіку, Малаві, Замбії, Зімбабве і Ботсвані, на сході Південно-Африканської Республіки, а також в центральній Танзанії і південній Кенії. Вони живуть серед скель і кам'янистих пагорбів у сухих і помірно вологих саванах, на висоті до 1600 м над рівнем моря. Відкладають яйця.